# El Carrizal, Tarímbaro
El Carrizal är en ort i Mexiko.   Den ligger i kommunen Tarímbaro och delstaten Michoacán de Ocampo, i den södra delen av landet, 220 km väster om huvudstaden Mexico City. El Carrizal ligger 1 940 meter över havet och antalet invånare är 327.
Terrängen runt El Carrizal är kuperad åt nordväst, men åt sydost är den platt. Runt El Carrizal är det tätbefolkat, med 411 invånare per kvadratkilometer. Närmaste större samhälle är Morelia, 15,0 km söder om El Carrizal. I omgivningarna runt El Carrizal växer huvudsakligen savannskog.